# NOL9
NOL9‏ (Nucleolar protein 9) هوَ بروتين يُشَفر بواسطة جين NOL9 في الإنسان.